# Mihályi
Mihályi es un pueblo húngaro perteneciente al distrito de Kapuvár en el condado de Győr-Moson-Sopron, con una población en 2013 de 1063 habitantes.
Se conoce su existencia desde 1198, cuando el rey Emerico donó la localidad al entonces obispo de Győr, Ugrin Csák. Junto con la vecina localidad de Kisfalud, estuvo durante varios siglos en manos de varias familias nobles relacionadas con el propietario original. Durante la crisis de 1440, se cree que esta es una de las localidades donde Isabel de Luxemburgo escondió la corona de san Esteban. El asentamiento original fue destruido en 1594 por los turcos y en 1704 y 1709 fue quemado el pueblo por las tropas imperiales. Entre 1973 y 1990 incorporó como barrio al vecino pueblo de Kisfalud.
Se ubica unos 10 km al sureste de la capital distrital Kapuvár. Su casco urbano está unido al del vecino pueblo de Kisfalud.